# Marquetia auriculatum
Marquetia auriculatum är en mångfotingart som beskrevs av Ribaut 1920. Marquetia auriculatum ingår i släktet Marquetia och familjen Opisthocheiridae. Inga underarter finns listade i Catalogue of Life.